# Mỹ Khê, Y Xuân
Mỹ Khê (chữ Hán giản thể: 美溪区, âm Hán Việt: Mỹ Khê khu) là một quận thuộc địa cấp thị Y Xuân, tỉnh Hắc Long Giang, Cộng hòa Nhân dân Trung Hoa. Quận Mỹ Khê có diện tích 2.259 km², dân số 50.000 người, mã số bưu chính 153021. Quận Mỹ Khê chỉ có một nhai đạo, Mỹ Khê.